# V1104 Геркулеса
V1104 Геркулеса (лат. V1104 Herculis) — кратная звезда в созвездии Геркулеса на расстоянии приблизительно 604 световых лет (около 185 парсек) от Солнца. Видимая звёздная величина звезды — от +14,19m до +13,23m.
Пара первого и второго компонентов — двойная затменная переменная звезда типа W Большой Медведицы (EW). Орбитальный период — около 0,2279 суток (5,469 часа).
Открыта Лю Н.-П. в 2015 году*.

## Характеристики
Первый компонент — оранжевый карлик спектрального класса K7. Масса — около 0,824 солнечной, радиус — около 0,764 солнечного, светимость — около 0,141 солнечной. Эффективная температура — около 4050 K.
Второй компонент — оранжевый карлик спектрального класса K. Масса — около 0,797 солнечной, радиус — около 0,701 солнечного, светимость — около 0,095 солнечной. Эффективная температура — около 3833 K.
Третий компонент — красный карлик спектрального класса M. Масса — не менее 0,11 солнечной. Орбитальный период — около 8,35 года.
Четвёртый компонент — красный или коричневый карлик. Масса — не менее 0,062 солнечной*.